# HD 181433 d
HD 181433 d是一顆距離地球約87光年的太陽系外行星，位於孔雀座，母恆星是HD 181433。該行星質量至少是木星的0.54倍，軌道週期2172日。它的軌道半長軸3天文單位，但和母恆星的距離在1.56和4.44天文單位之間變化，因此軌道離心率高達0.48。

## 外部連結
- . Exoplanets.   [2013-04-21]. （原始内容存档于2012-03-18）.